# Letícia Izidoro
Letícia Izidoro Lima da Silva (sinh ngày 13 tháng 8 năm 1994), thường được gọi là Letícia hoặc Lelê, là một thủ môn bóng đá chuyên nghiệp người Brasil cho câu lạc bộ Brasil Corinthians và đội tuyển quốc gia Brasil . Cô là một phần của đội tuyển Brazil tại Giải vô địch bóng đá nữ thế giới 2015 .

## Sự nghiệp câu lạc bộ
Vào tháng 2 năm 2016, Letícia và Rafinha, hai cầu thủ của đội tuyển bóng đá nữ Brazil, đã được chỉ định vào đội Corinthians Audax, đội đã giành chức vô địch Copa do Brasil de Futebol Feminino 2016. 
Vào tháng 10 năm 2017, Corinthians Audax đã giành chức vô địch Copa Libertadores Femenina 2017 . Letícia đã thực hiện hai pha cứu thua trong loạt sút luân lưu để giành chiến thắng trước Colo-Colo sau trận hòa 0–0 trong trận chung kết tại Estadio Arsenio Erico, Asunción . 

## Sự nghiệp quốc tế
Sau khi tham gia đại diện cho đội trẻ Brazil tại Giải vô địch bóng đá nữ U-17 thế giới 2010 tại Trinidad và Tobago, Letícia đã hoàn thành chương trình U20 và tiếp tục tham dự Giải vô địch bóng đá nữ U-20 thế giới vào các năm 2012 và 2014.
Vào tháng 12 năm 2015, Letícia đã có cơ hội khoác áo đội tuyển bóng đá nữ quốc gia Brazil trong Giải bóng đá nữ quốc tế Natal 2015. Trong trận đấu đó, cô được tung vào sân thay cho Bárbara và góp phần vào chiến thắng 11-0 của Brazil trước Trinidad và Tobago.

## Danh hiệu
Benfica
- Campeonato National Feminino : 2020–21
- Taça da Liga : 2020–21